# Burgh (Zelanda)
Burgh es una localidad del municipio de Schouwen-Duiveland, en la provincia de Zelanda (Países Bajos). En 2005 su área estadística (a efectos de las estadísticas oficiales de Países Bajos) contaba con una población de 1 200 personas. Está situada a unos 23 km al norte de Middelburg.